# Battaglia di Misilmeri
La battaglia di Misilmeri fu combattuta nel 1068 a una quindicina di chilometri di distanza da Palermo nell'ambito della conquista normanna della Sicilia. Lo scontro vide contrapposte le forze dei normanni, che prevalsero, e una più ampia armata musulmana composta da kalbidi siciliani e africani ziridi.

## Contesto storico
Nel corso dell'XI secolo, sotto spinta della famiglia degli Altavilla, i normanni si erano lanciati alla conquista dell'Italia meridionale. Si trattò di un processo lungo, poiché non era stato pianificato, e le maggiori difficoltà furono sperimentate in Sicilia. L'isola, pur essendo completamente musulmana, era popolata da emiri indipendenti spesso in disaccordo.
Dopo il 1065, le fazioni zirite rivali di Ibn al-Hawwas e Ayub, figlio del signore africano Tamim ibn al-Mu'izz, si fronteggiarono in Sicilia e il secondo prevalse. Unificate così Enna (allora nota come Castrogiovanni), Agrigento e Palermo, Ayub non perse tempo e si preparò a fronteggiare la minaccia normanna, poiché desiderava contrastare la loro avanzata sull'isola. È verosimile che Roberto, di strada verso Palermo per eseguire una delle classiche razzie che eseguiva per fiaccare il morale nemico, fosse rimasto sorpreso quando si trovò dinanzi a un esercito saraceno radunatosi a Misilmeri.

## La battaglia
Radunate le truppe durante una giornata estiva dell'anno 1068, Goffredo Malaterra testimonia che Ruggero volle tenere un discorso riferisce il discorso da lui pronunziato alle truppe prima della battaglia, in occasione del quale sorridendo sornione aizzò i suoi uomini sostenendo che Dio era sempre stato dalla loro parte e che avrebbe continuato a esserlo. Probabilmente, secondo John Julius Norwich, i normanni non avevano bisogno di queste parole d'incoraggiamento. La familiarità con i metodi militari dei saraceni aveva generato in loro disprezzo e, pertanto, non appena fu lanciata la carica essi si precipitarono fragorosamente contro il nemico, surclassandolo. In poco tempo, l'esercito numericamente superiore dei saraceni fu infatti sconfitto.

## Conseguenze
Secondo Malaterra, pochissimi saraceni rimasero in vita per portare la terribile notizia, che Ruggero fece arrivare in modo macabro a Palermo inviando dei colombi viaggiatori che portavano sulla zampa un pezzetto di stoffa intinto nel sangue dei saraceni. Presto nella città, come riferisce Goffredo Malaterra, «l'aria era piena dei lamenti delle donne e dei bambini, e il dolore dei saraceni era grande quanto il giubilo dei normanni per la vittoria riportata».
La reputazione di Ayub uscì talmente tanto compromessa dal conflitto che egli decise di salpare per l'Africa e non tornare mai più indietro, lasciando la popolazione nel panico e i normanni a soli quindici chilometri da Palermo. Ciò fece sì che la zona nord-orientale dell'isola passasse saldamente in mano ai normanni, compresa una buona metà della costa settentrionale.
Anziché procedere oltre, Ruggero optò invece per un rallentamento delle operazioni, poiché sapeva di non essere in grado di espugnare la città più grande dell'isola e che, anche qualora vi fosse riuscito, non disponeva di sufficienti uomini per presidiarla. Palermo cadde anni dopo, nel 1072.